# История экономики России

## ЭкономикаДревней Руси

### Денежная система

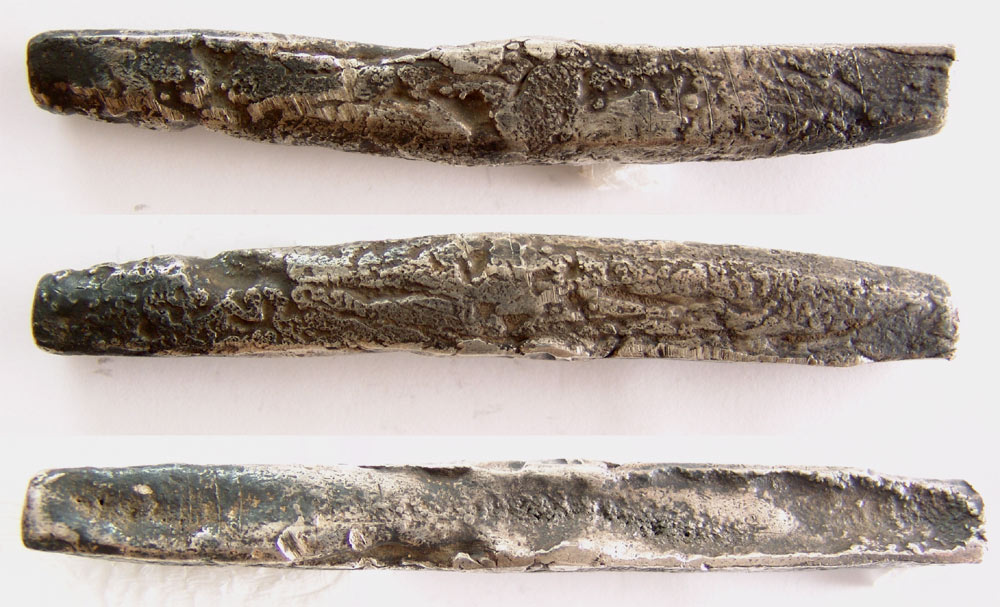
Северная древнерусская гривна из селища в районе Копорья

Становление денежного обращения на славянских землях Восточной Европы происходит на рубеже VIII—IX веков, когда началась активная торговля Северной и Восточной Европы со странами Халифата. Восточноевропейские страны, лишённые крупных рудных запасов монетного металла, активно импортировали серебро. В первой трети IX века в Древней Руси получили распространение монеты, которые чеканили в африканских центрах Халифата и которые попадали на Русь кавказским и среднеазиатским торговыми путями. С 830-х годов распространение получают дирхемы азиатской чеканки.
Во второй половине X века появились две территориальные русские системы, определившиеся на фоне разного тяготения северного и южного регионов к международным рынкам. Главным средством обращения Южной Руси (Киев, Чернигов, Смоленск и т. д.) стали вырезки из дирхемов весом 1,63 грамма, составляющие 1/200 византийской литры. Аналогичные вырезки использовались на землях Северной Руси, однако их вес был 1,04 грамма или 1/200 серебряной гривны. Важным памятником этой системы являются сферические весовые гирьки, употреблявшиеся в северных областях Руси для взвешивания серебряных монет. После угасания притока восточных монет на Русь из-за ослабления Халифата их заменили товаро-деньги. На рубеже X—XI веков во времена Владимира Красное Солнышко и Святополка была предпринята попытка чеканки собственных монет. Однако вскоре она была прекращена из-за отсутствия сырьевой базы.
В северных областях на замену дирхемам пришли западноевропейские денарии германской, английской и скандинавской чеканки. Они имели хождение до начала XII века.

### Сельское хозяйство
Сельское хозяйство Древней Руси составляло одну из основ её экономики. Ряд историков рассматривал его в качестве господствующей отрасли древнерусского хозяйства. Особую роль в сельском хозяйстве играли княжеские и боярские земли.
К моменту образования Древнерусского государства продажа зерна не играла значительной роли во внешней торговле. Большую часть товарооборота составляли продукты охоты и лесных промыслов: пушнина, воск и мёд. Хлеб стал «богатством», то есть предметом торгового обмена, значительно позднее. Однако, по данным письменных источников, земледелие было основным занятием древнерусского сельского населения. Так, согласно «Повести временных лет», вятичи, платили дань хазарам по одной монете с сохи, следовательно, соха была их главным средством к существованию.
Косвенно о важной роли земледелия свидетельствует и религия. Известные факты относительно дохристианской религии славян говорят преимущественно о земледельческом культе. Ранняя история христианства на Руси подтверждает земледельческий характер хозяйства славян IX—X веков. Народное христианство Руси почти не несло на себе никаких существенных признаков тотемизма. Христианские понятия и представления заменили собой элементы именно земледельческого культа: весна отождествилась с Богородицей, приезжающей на Благовещение на сохе, святые Илья, Егорий и Никола превратились в покровителей сельскохозяйственных работ. О земледелии как о хозяйственной основе жизни древнерусского общества говорит и славянский календарь.
Различие природных зон оказало влияние на агротехнические методы и привело к заметной разнице между севером и югом страны в сфере земледелия. Степная зона с богатыми чернозёмами была открыта для возделывания. В лесной зоне для того, чтобы получить участок пашни, необходимо было сначала выкорчевать лес. В переходной лесостепной зоне возможно было использовать свободные от деревьев участки земли ещё до вырубки окружающего их леса. По данным археологии и сведениям письменных источников уже с IX—X веков пашенное земледелие занимает ведущую роль даже в центральных частях территории, заселённой восточными славянами, а основными земледельческими орудиями становятся соха и плуг. В Среднем и Южном Поднепровье пашенная система земледелия существовала и раньше. Так, уже ранние письменные источники различают озимую и яровую культуры, что говорит об устойчивом пашенном земледелии, о двухпольной, а, возможно, и трёхпольной системе. При этом предшествовавшие архаические формы земледелия, в первую очередь подсечно-огневое, продолжали применяться в некоторых регионах на протяжении многих последующих веков.
Период до IX века, предшествовавший образованию Древнерусского государства, характеризуется широким распространением в районах северо-запада и запада пшеницы мягкой, ячменя и проса. Возделывались кормовые бобы, горох, лён, конопля. Появляется рожь, первоначально яровая. В конце данного периода появляется рожь озимой формы. Археологические материалы X — первой половины XIII века характеризуются прежним составом культур и расширением количества посевов озимой ржи. Главные культуры предыдущего периода (пшеница и ячмень) оттесняются на второе-третье места. Чаще появляется ещё одна новая культура — овёс. На юге в качестве основных культур выращивались полба, пшеница и гречиха. При трёхпольной системе на отдельных полях возделывались волокнистые, пригодные для ткачества (лён и конопля), бобовые (горох и чечевица) и репа

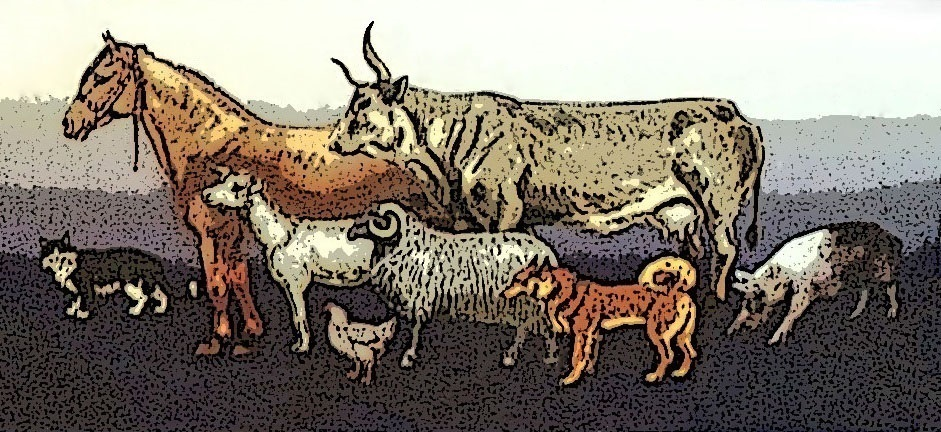
Домашние животные Древней Руси

Материальные находки включают костные остатки лошадей, коров, овец, свиней, коз, собак и др. Важную отрасль хозяйства составляло разведение лошадей и крупного рогатого скота. Князья уделяли большое внимание разведению лошадей, в числе прочего в связи с военными нуждами. В княжеских имениях содержались многочисленные табуны.
Количественные соотношения между костными остатками диких и домашних животных говорят о том, что одной из важнейших отраслей хозяйства была охота Существенной отраслью хозяйства также являлось бортничество. Воск и мёд пользовались большим спросом как внутри страны, так и за её пределами.
Русская Правда устанавливала штрафы за распахивание земель вне установленных границ. Поместья могли принадлежать князьям, боярам, церкви и другим лицам. Управляющие княжескими и боярскими поместьями назывались тиуны, княжескими поместьями — также огнищане (огнищные тиуны). Отдельная часть поместья называлась село (соответствовала вилле в Империи Каролингов) и управлялась сельским старостой. Княжеские земли обрабатывались холопами и зависимыми работниками — закупами, а также наёмными работниками — рядовичами и вольноотпущенниками — изгоями.

### Ремёсла

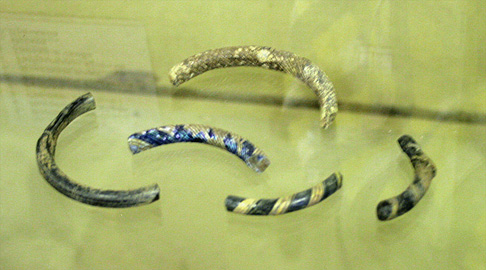
Фрагменты стеклянных браслетов, Крапивенское городище. Древнерусская культура X—XIII века. Из фондов Шебекинского историко-художественном музея

С развитием феодального строя часть общинных ремесленников переходила в зависимость от феодалов, некоторые покидали сельскую местность и уходили в города и крепости, где создавались ремесленные посады. В них к XII веку насчитывалось свыше 60 ремесленных специальностей. Часть ремёсел основывалась на металлургическом производстве, о высоком уровне развития которого свидетельствует применение ремесленниками сварки, литья, ковки металла, наварки и закалки стали.
Древнерусские ремесленники производили более 150 видов железных и стальных изделий. Эта продукция играла важную роль в развитии товарных связей городов с сельской местностью. Древнерусские ювелиры владели искусством чеканки цветных металлов. В ремесленных мастерских изготовлялись орудия труда (лемехи, топоры, зубила, клещи и т. д.), оружие (щиты, кольчужная броня, копья, шеломы, мечи и др.), предметы быта (ключи и т. п.), украшения — золотые, серебряные, бронзовые, медные.

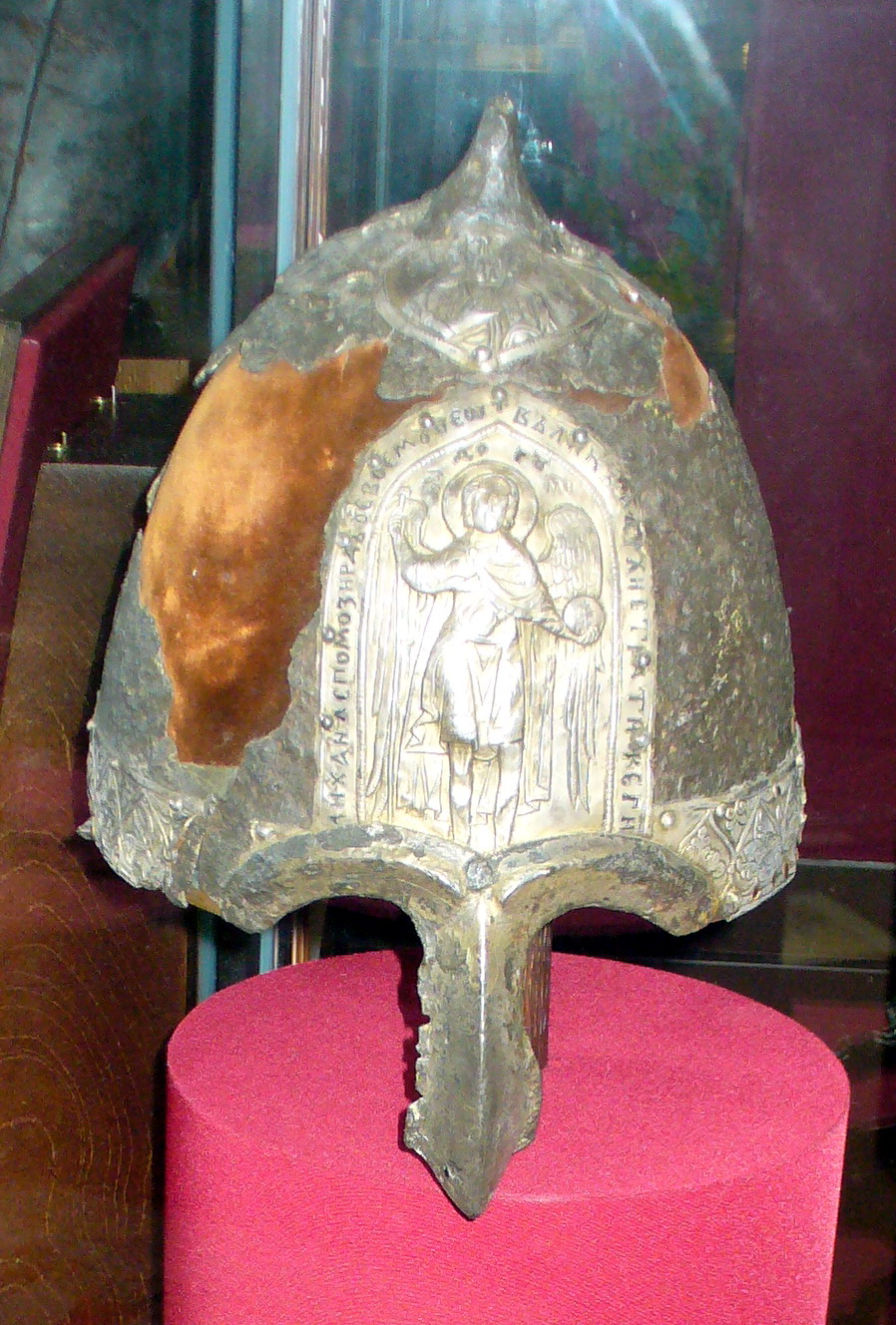
Копия шлема Ярослава Всеволодовича (ГИМ, оригинал в Оружейной палате). Шлем работы древнерусских мастеров

В древнерусских городах были развиты такие виды ремёсел как гончарное, кожевенное, древодельное, камнесечное и т. д. Своими изделиями Русь завоевала известность в тогдашней Европе. В городах ремесленники работали как на заказ, так и на рынок. Академик Рыбаков разделяет городское и деревенское ремесленное производство. В городах были развиты кузнечно-слесарное и оружейное дело, обработка драгоценных металлов, литейное дело, ковка и чеканка, волочение проволоки, филигрань и зернь, эмаль, гончарное дело, производство стекла и т. д. В деревнях были развиты кузнечное ремесло, ювелирное дело, гончарное дело, обработка дерева, обработка кож и меха, ткачество и т. д.
Первый этап развития древнерусских ремёсел длился более двух веков — с X века до 20—30-х годов XII века. Он характеризуется совершенной и высокой техникой ремесленного производства. Количество изделий было ограниченным, сами они были достаточно дорогими. В этот период была распространена работа на заказ, так как рынок свободного сбыта был ещё ограничен. В это время были созданы основные виды ремесленного инвентаря и заложены новые технологические основы древнерусского производства. Археологические раскопки позволяют сделать вывод, что ремесленное производство Древней Руси находилось на одном уровне с ремесленниками Западной Европы и Востока.
На втором этапе развития, который начался в конце первой трети XII века, произошло резкое расширение ассортимента продукции и значительная рационализация производства в виде упрощения технологических операций. В текстильном производстве в конце XII века появляется горизонтальный ткацкий станок. Возрастает производительность, упрощается система переплетений, сокращаются сортовые виды тканей. В металлообработке вместо качественных многослойных стальных лезвий появляются уплощённые и менее качественные лезвия с наварным остриём. В это время проявляется и серийность производства. Создаются стандарты изделий, особенно в металлообрабатывающем, текстильном, деревообрабатывающем, сапожном, ювелирном ремёслах. В этот период наступила широкая специализация ремесла внутри отдельных отраслей производства. Количество специальностей в конце XII века в некоторых древнерусских городах превышало 100. Тогда произошло резкое развитие мелкотоварного производства, продукция которого была рассчитана на сбыт не только в городе, но и в деревнях.

### Торговля

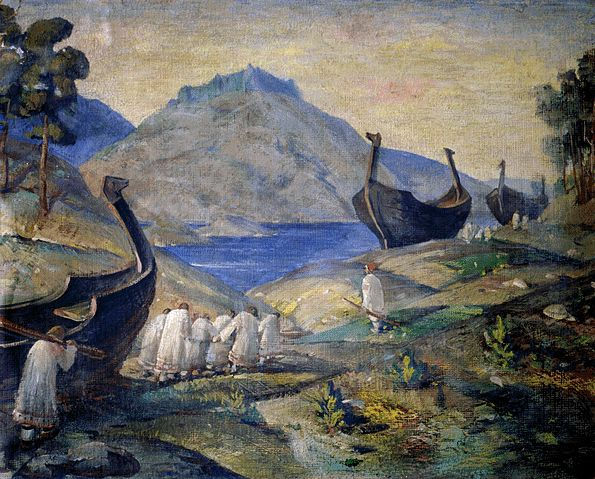
«Волокут волоком», Н. К. Рерих

Торговля в Древней Руси играла огромное значение, особенно внешняя. Внешняя торговля была довольно сильно развита, являлась важной составляющей экономики древнерусских княжеств. Днепровский путь связывал Русь с Византией. Русские купцы ездили из Киева в Моравию, Чехию, Польшу, Южную Германию; из Новгорода и Полоцка — по Балтийскому морю в Скандинавию, Польское Поморье и далее на запад. Из Руси вывозились на продажу пушнина, воск, мёд, смола, лён и льняные ткани, серебряные вещи, пряслица из розового шифера, оружие, замки, резная кость и пр. А предметами ввоза были предметы роскоши, фрукты, пряности, краски и пр.
Князья специальными договорами с иностранными государствами стремились защитить интересы русских купцов. Особенно заметно это было в договорах с Византией и в Русской Правде более поздней редакции XII — начала XIII века, которая предусматривала некоторые меры по охране имущества купцов от потерь, связанных с войнами и другими обстоятельствами.
Важнейшими торговыми путями Киевской Руси были:
- Путь из варяг в греки, начинавшийся из Варяжского моря, по озеру Нево, по рекам Волхов и Днепр выходивший в Чёрное море, Балканскую Болгарию и Византию (этим же путём, войдя из Чёрного моря в Дунай, можно было попасть в Великую Моравию);
- Волжский торговый путь, шедший от города Ладога на Каспий и далее в Хорезм и Среднюю Азию, Персию и Закавказье;
- сухопутный путь, начинавшийся в Праге и через Киев выходивший на Волгу и далее в Азию.

Имеющаяся информация об интенсивности торговли позволила некоторым современным западным историкам, игнорируя археологические и прочие данные, заявлять, что первое государство восточных славян было лишь «побочным продуктом заморской торговли между двумя чуждыми народами, варягами и греками».
Исследования И. В. Петрова показали, что торговля и торговое право развивались достаточно интенсивно в первые века существования Древнерусского государства (IX—X века), и огромное воздействие на них оказал приток восточного монетного серебра в Восточную Европу в VIII—X веках.

### Налоги (дань)

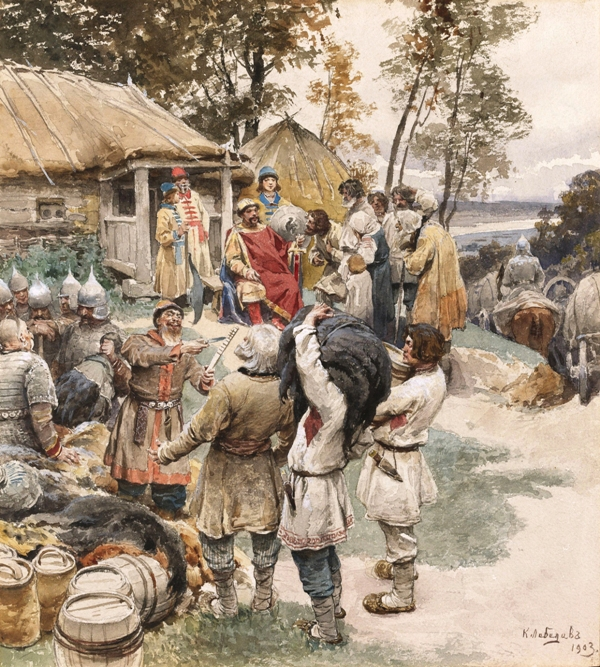
«Полюдье», К. В. Лебедев

Формой налогов в Древней Руси выступала дань, которую выплачивали подвластные племена. Чаще всего единицей налогообложения выступал «дым», то есть дом, или семейный очаг. Размер налога традиционно был в одну шкурку с дыма. В некоторых случаях — например, с племени вятичей, — бралось по монете от рала (плуга). Формой сбора дани было полюдье, когда князь с дружиной с ноября по апрель объезжал подданных. Русь делилась на несколько податных округов; полюдье в киевском округе проходило по землям древлян, дреговичей, кривичей, радимичей и северян. Особый округ представлял собой Новгород, выплачивающий около 3000 гривен. Сбор дани осуществляли дружины по несколько сотен воинов.
Господствующая этно-сословная группа населения, которая называлась «русь», выплачивала князю десятую часть от своих годовых доходов.
В 946 году после подавления восстания древлян княгиня Ольга провела налоговую реформу, упорядочив сбор дани. Она отменила полюдье установила «уроки», то есть размеры дани, и создала «погосты» — крепости на пути полюдья, в которых жили княжеские управляющие и куда свозилась дань. Такая форма сбора дани и сама дань назывались «повоз». При уплате налога подданные получали глиняные печати с княжеским знаком, что освобождало их от повторного сбора. Реформа содействовала централизации великокняжеской власти и ослаблению власти племенных князей

## ЭкономикаМосковского княжества

### В княжение Дмитрия Донского
При Дмитрии Донском в Москве была начата чеканка серебряной монеты — раньше, чем в других русских княжествах и землях.

### При Елене Глинской
Правление Елены Глинской, регентши малолетнего Ивана IV, первой после княгини Ольги правительницы единого русского государства, отмечено проведением первой централизованной денежной реформы в России (1534), в результате реформы была введена единая валюта: серебряная деньга, создана единая система денежного обращения, сыгравшая значительную роль в объединении и усилении Русского царства.

## Экономика Русского царства

### В царствование Ивана Грозного
В годы правления Ивана Грозного (с 1533 по 1584) были установлены торговые отношения России с Англией через Белое море и Северный Ледовитый океан. После присоединения поволжских ханств, началась торговля со странами Востока, продолжалась со странами Западной Европы. В целом, период до Смутного времени характеризуется укреплением традиционной феодальной экономики.
Многолетняя Ливонская война и опричная политика ударили по экономике. В результате порухи 1570—1580-х годов опустели наиболее развитые в экономическом отношении центр и северо-запад, часть населения разбежалась, другая — погибла в результате опричнины и Ливонской войны. Более половины пашни оставалось необработанными, резко вырос налоговый гнёт. В 1570—1571 годах по стране прокатилась эпидемия чумы, в стране начался массовый голод.

### Экономика России в Смутное время
В Смутное время (с 1598 по 1613): неурожаи начала 1600-х годов вызвали тяжёлый экономический и общественный кризис.

### От конца смуты до Петра Великого (1613—1682)
После завершения Смуты началось восстановление экономики.
В XVII веке начинается активное развитие торговли, торговые связи, основанные на естественно-географическом разделении труда и развитии городского ремесла, постепенно охватывают всю страну. Крупнейшим торговым центром была Москва, огромную роль играли ярмарки.
В середине-конце XVII века возник ряд новых предприятий: несколько железоделательных заводов, текстильная фабрика, стеклянные, бумажные фабрики и т. д. Большинство из них были частными предприятиями и использовали свободный наемный труд. Так, в 1630-х гг. голландский купец Андрей Виниус построил на реке Тулице (рядом с Тулой) четыре завода. Преимущественно они производили ядра, пушки, холодное оружие.

### В царствование Петра I (1682—1721)
В начале XVIII века под руководством Петра Великого были осуществлены крупные экономические реформы. Пётр I поощряет развитие промышленности. При нём начинают развиваться судостроение и горная промышленность Урала. Пётр I положил начало важнейшим каналам, соединяющим воды Каспийского моря с Балтийскими, а также и первым опытам сооружения сухопутных дорог, например «перспективной» дороги от Москвы до Волхова.
Достижения петровского правления подчас делались через консервацию устаревших форм: в частности, рост промышленности в основном обеспечивался расширением крепостного труда. Реформы Петра I в промышленности привели к увеличению объёма внешнеторгового оборота страны, но, с другой стороны, привели к преобладанию импорта продукции над экспортом, упрочили в российской торговле роль иностранцев, особенно доминирование в российской торговле англичан.

## ЭкономикаРоссийской империи

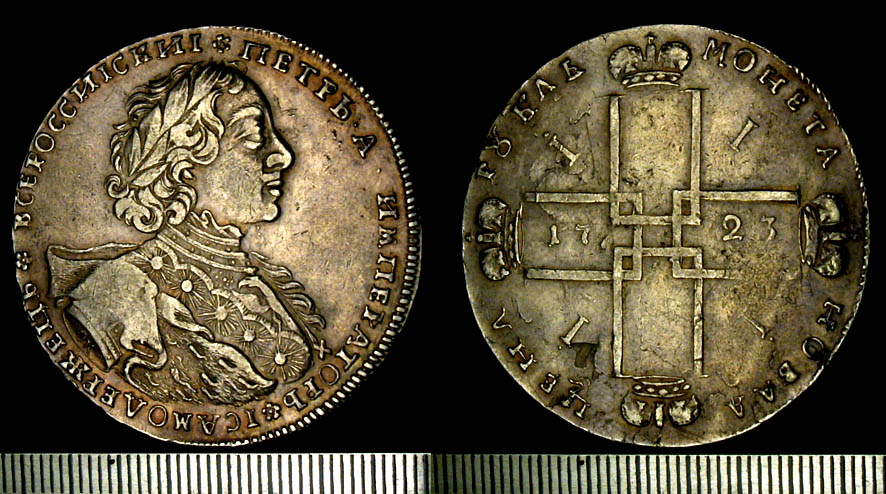
Рубль серебром. 1723 год

В 1769 году в России появились бумажные деньги (ассигнации).
При Екатерине II началась новая волна индустриализации. Особенно бурный рост произошёл в металлургии, в результате Россия вышла на первое место в мире по производству чугуна и стала его основным экспортёром в Европу.

### XIX век
При Александре I в 1822 году стала проводиться протекционистская политика, способствовавшая развитию ряда отраслей промышленности. В 1813 году в России появился первый пароход, построенный в Петербурге, на заводе Берда, которому в 1817 году была дана привилегия на устройство пароходов в России.

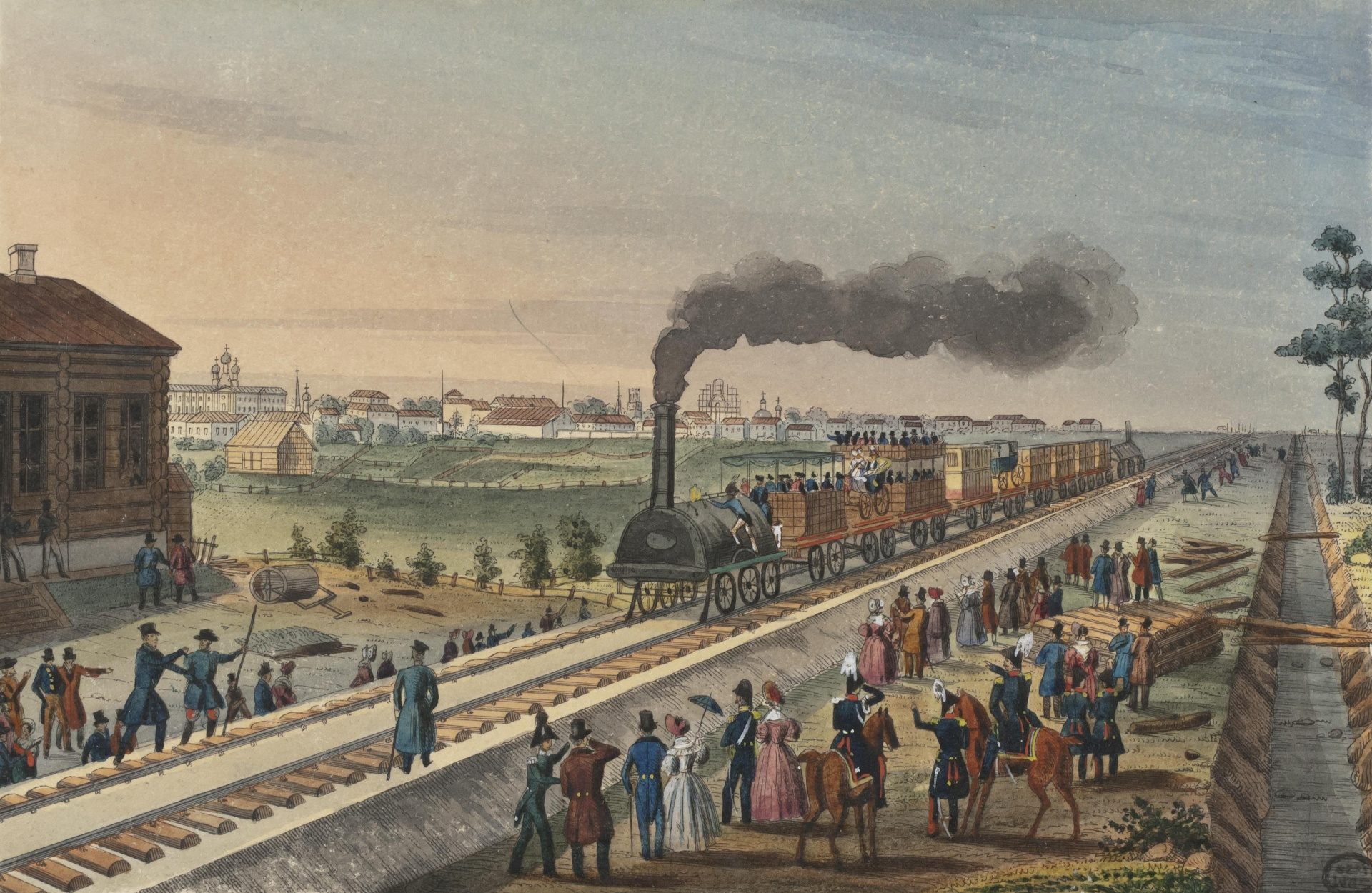
Царскосельская железная дорога

При Николае I в 1837 году была построена первая в России Царскосельская железная дорога; вторую и важнейшую железную дорогу страны, Петербург — Москва, построили в 1851 году. В 1843 году было разрешено свободное пароходство по рекам России, и с этого времени начинается непрерывное развитие пароходства. В результате денежной реформы 1839—1843 годов была установлена стабильная государственная финансовая система. В конце 1820-х годов в России начался промышленный переворот. В 1830—1840-х годах были практически с нуля созданы новые промышленные отрасли: хлопчатобумажная, сахарная, машиностроительная и другие. Одновременно шёл быстрый процесс вытеснения из промышленности крепостного труда: число фабрик, применявших труд крепостных, сократилось до 15 % в 1830-е годы и продолжило уменьшаться в дальнейшем. В 1840 году было принято решение Государственного совета, утверждённое Николаем I, о закрытии всех посессионных фабрик, использовавших крепостной труд. В связи с развитием промышленности доля городского населения за период царствования Николая I выросла более чем в 2 раза — с 4,5 % в 1825 году до 9,2 % в 1858 году.
Император Александр II вошёл в историю как умеренно-либеральный царь-реформатор. В 1861 году было отменено крепостное право, однако феодальные формы зависимости крестьян фактически были сохранены в виде выкупных платежей за землю. Ставший возможным после отмены крепостного права приток крестьян в города привёл к промышленной революции во второй половине XIX века. При Александре II начинается интенсивное строительство железных дорог.
Финансовая реформа Александра II с 1862 года снимает секретность с госбюджета, c 1864 года вводит государственный контроль («контрольные палаты»), отчёты которого с 1866 года становятся публичными. Вводится единый для всех ведомств госбюджет, с едиными остатками и единой кассой — кассой министерства финансов. Также Александр II предпринимает ряд реформ налогов: отдача на откуп питейного сбора заменяется менее разорительным акцизом, подушная подать для мещан заменяется налогом с недвижимых имуществ, с 1880 года под давлением общества отменяется налог на соль. В 1887 году отменяется подушная подать. По итогам правления Александра II государственный долг увеличился в три раза, причём значительных средств потребовало основание особого железнодорожного фонда, и крестьянская реформа.
После прихода к власти Александра III, начиная с середины 1880-х годов, правительство вернулось к протекционистской политике, проводившейся при Александре I. В течение 1880-х годов было несколько повышений импортных пошлин, а начиная с 1891 года в стране начала действовать новая система таможенных тарифов, самых высоких за предыдущие 35-40 лет. По мнению учёных той эпохи (М. Ковалевский) и современных экономических историков (Р. Порталь, П. Байрох), проведение политики протекционизма сыграло важную роль в резком ускорении промышленного роста в России в конце XIX века. Протекционистская политика, а также финансовые меры, способствующие бездефицитности и сбалансированности российского бюджета — способствовали тому, что Россия по темпам промышленного роста становится одним из мировых лидеров. Всего лишь за 10 лет (1887—1897 годы) промышленное производство в стране удвоилось. Беспрецедентными темпами шло строительство железных дорог. В конце 1890-х годов ежегодно вводилось в строй около 5 тыс. км железнодорожного полотна. Во внешней политике в течение всего царствования Александра III удавалось успешно избегать войн и повысить ввозные пошлины, что также благоприятно сказалось на государственных финансах.
В 1895—1897 годах была осуществлена денежная реформа С. Ю. Витте, установившая золотой стандарт, свободный обмен кредитных билетов на золото и девальвирующая рубль, что способствовало притоку капиталов из-за рубежа и ускорению промышленного роста.

### XX век
Русско-японская война и революция 1905 года становятся сильным ударом по государственным финансам. Затраты на войну с Японией планировались в пределах 1 млрд руб., однако в реальности составили 2,3 млрд руб. Эти расходы были практически целиком профинансированы за счёт роста государственного долга с 6,6 до 8,7 млрд рублей. Курс государственных ценных бумаг с фиксированной 4 % доходностью упали за 1904—1905 с 94 % номинала до 71 %, в декабре 1905 в правительстве рассматривался вопрос об отмене золотого обращения. Избежать этого удалось благодаря займу во Франции на 843 млн рублей.
Премьер-министр П. А. Столыпин для уменьшения масштабных крестьянских волнений, провёл аграрную реформу, направленную на наделение крестьян всей полнотой права частной собственности на землю, льготное кредитование крестьянских хозяйств, развитие товарно-денежных отношений на селе, упразднение сельской общины, после убийства Столыпина реформа завершена не была.
К 1913 году Россия по количественным показателям объёма производства находилась в пятёрке крупнейших стран, производя 5,3 % всей мировой промышленной продукции. Однако по качественным показателям производства продукции на душу населения, производительности труда она значительно отставала от западных стран. По современному обзорному исследованию, ВВП на душу населения, исчисленный в международных долларах Геари-Хамиса 1990 года, в Российской империи в 1913 году составлял 1488 долларов на человека при среднемировом значении 1524 доллара, что было ниже уровня всех европейских стран, кроме Португалии, и приблизительно соответствовало уровню Японии и среднему уровню Латинской Америки. ВВП на душу населения был в 3,5 раза ниже, чем в США, в 3,3 раза ниже, чем в Англии, в 1,7 раза ниже, чем в Италии.
Недостатки в развитии русской промышленности сыграли немалую роль в событиях Первой мировой войны 1914—1918 годов, когда русская армия оказалась хуже оснащённой военной техникой, вооружением и боеприпасами, чем другие воюющие страны.
Мировой финансовый кризис, вызванный Первой мировой войной, тяжёлое экономическое положение и глубокий политический кризис в стране, перебои в снабжении продовольствием, высокий уровень социального и правового неравенства между высшими и низшими сословиями, зачаточное состояние системы социальной поддержки низших слоёв населения и в связи с этим широкое развитие радикальных политических движений; усталость населения от войны, падение общественного доверия к императорской власти, массовое забастовочное движение привели в начале 1917 года к падению монархии.

## В советский период

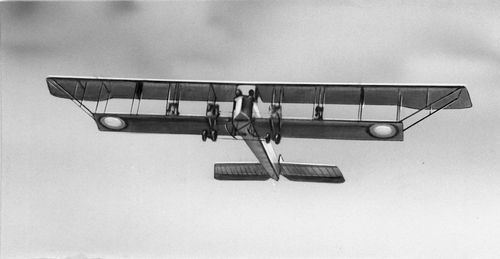
Самолёт «Илья Муромец»

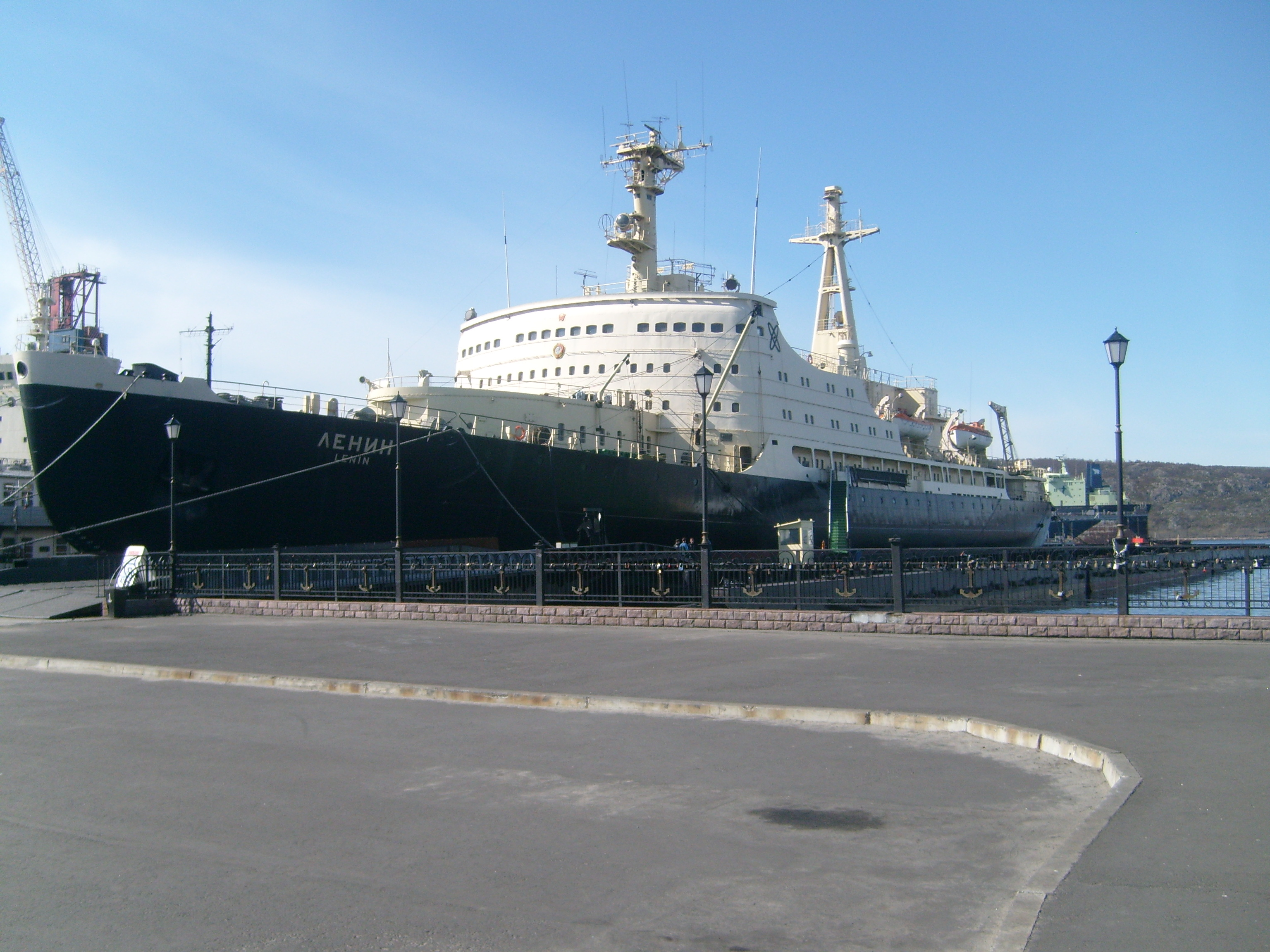
Атомный ледокол «Ленин», первое в мире надводное судно с ядерной силовой установкой

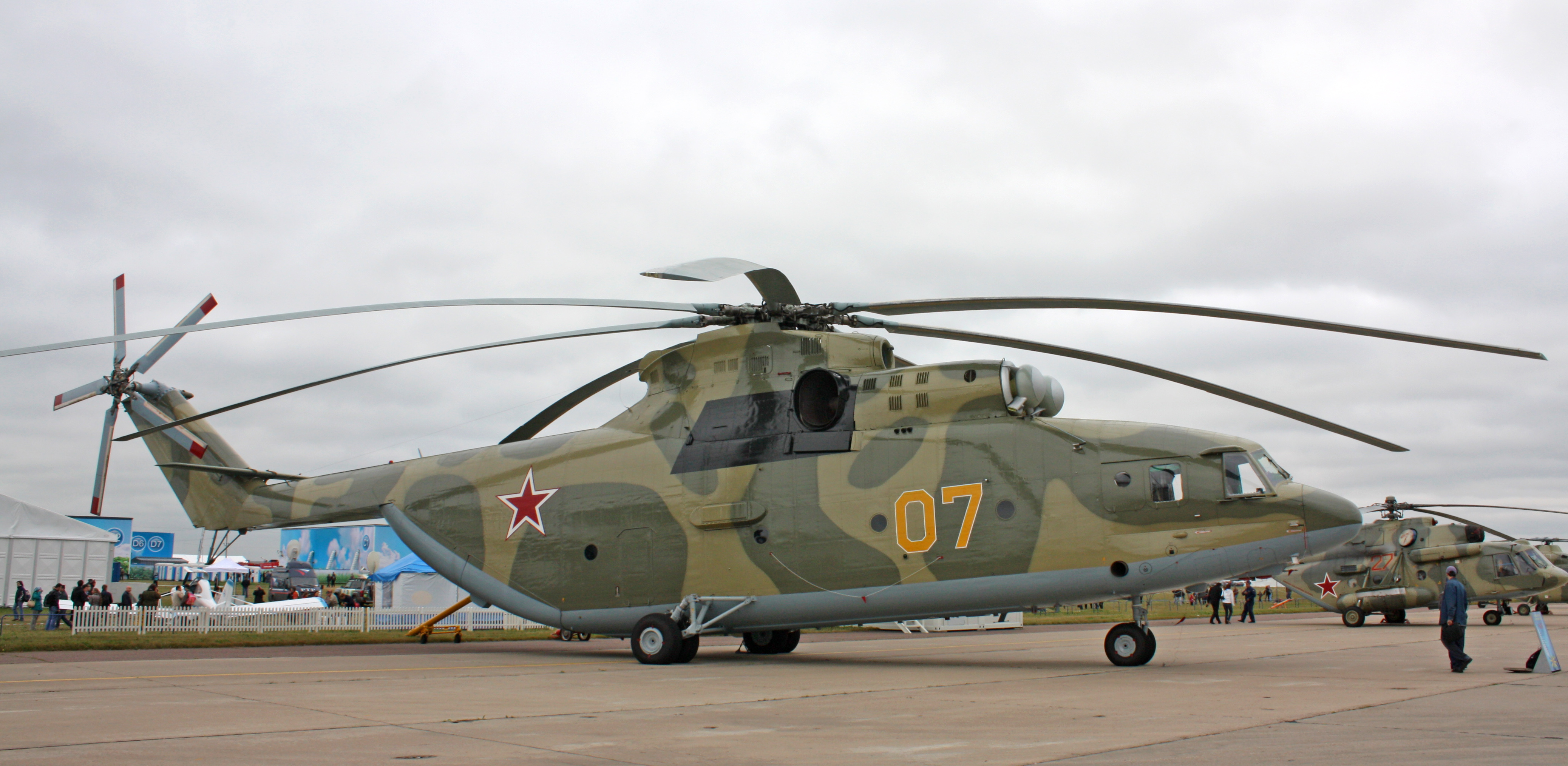
Крупнейший в мире серийно выпускаемый транспортный вертолёт Ми-26, производится с 1980 года

После прихода к власти большевиков в результате Октябрьской революции была осуществлена национализация банков, крупных и средних промышленных предприятий, внешняя торговля была объявлена государственной монополией, введено жёсткое централизованное управление промышленностью, введена принудительная трудовая повинность. Эта политика получила наименование «военного коммунизма».
В результате Первой мировой войны, революции и гражданской войны промышленное производство к 1920 году упало по разным отраслям до 4—20 % от уровня 1913 года, производство сельскохозяйственной продукции сократилось почти в два раза (как следствие — массовый голод 1921—1922 годов, который охватил территорию с населением более 30 млн человек).
После окончания Гражданской войны большевики попытались немедленно воплотить коммунистические принципы (период военного коммунизма), но вынуждены были от них отказаться и объявить новую экономическую политику, то есть ввести рыночную экономику при однопартийной диктатуре.
После прихода к власти в конце 1920-х годов И. В. Сталин взял курс на форсированную индустриализацию и сплошную коллективизацию сельского хозяйства для осуществления перехода в кратчайшие сроки от традиционного аграрного общества к индустриальному путём всемерной мобилизации внутренних ресурсов, сверхцентрализации экономической жизни и формирования в СССР целостной командно-административной системы.
Если довоенный объём промышленного производства Российской империи в 1913 году составлял 50 % от немецкого и французского, 20 % английского и по разным оценкам 10 —15 % американского, то к 1941 году было построено 9000 заводов, к концу второй пятилетки, через 14 лет после окончания Гражданской войны, СССР вышел по объёму промышленного производства на второе место в мире, уступая лишь США, достигнув 10 % всего мирового промышленного производства.
В середине XX века СССР активно наращивал экономическую и научную мощь. В 1949 году был создан Совет экономической взаимопомощи.
Пришедший к власти после смерти Сталина Н. С. Хрущёв провёл в 1950—1960-х годах хозяйственные и экономические реформы, уделял много внимания развитию сельского хозяйства (целина, кукурузная кампания). При нём была принята жилищная программа, в результате реализации которой резко увеличились объёмы жилищного строительства.
При Л. И. Брежневе в 1965—1970 годах проводится Косыгинская реформа, осуществляется перевод предприятий и колхозов на хозрасчёт, происходит рост советской экономики в 8-ю пятилетку (1966—1970). Широкий общественный резонанс имели Всесоюзные ударные стройки (БАМ, ВАЗ, КАМАЗ, Атоммаш, нефтепровод «Дружба»). С другой стороны в 1970-е, особенно со второй половины 1970-х годов наметился определённый застой в развитии экономики СССР и тенденция к сохранению дефицита.
На 1986 год национальный доход СССР составлял 66 % от аналогичного показателя в США, продукция промышленности — 80 %, сельского хозяйства — 85 %.
В то же время приоритет развития тяжёлой промышленности, идеологические ограничения, чудовищные по своей разрушительности войны, централизованная система распределения товаров народного потребления с субсидированной государством ценой, неразвитость рыночных механизмов в колхозно-кооперативной сфере, способствовали тому, что уровень потребления в СССР был значительно ниже, чем в развитых западных странах. Разрыв между богатыми и бедными в СССР было значительно меньше, чем в западных странах.
Объявленная пришедшим в 1985 году к власти в СССР Михаилом Горбачёвым политика Перестройки привела подрыву экономики и дестабилизации жизни в стране. Провозглашённой целью реформ была всесторонняя демократизация сложившегося в СССР общественно-политического и экономического строя и ослабление идеологического контроля над обществом, при этом реформы фактически привели к гибели социалистического строя и распаду страны. В 1991 году произошёл распад СЭВ.

## ЭкономикаРоссийской Федерации

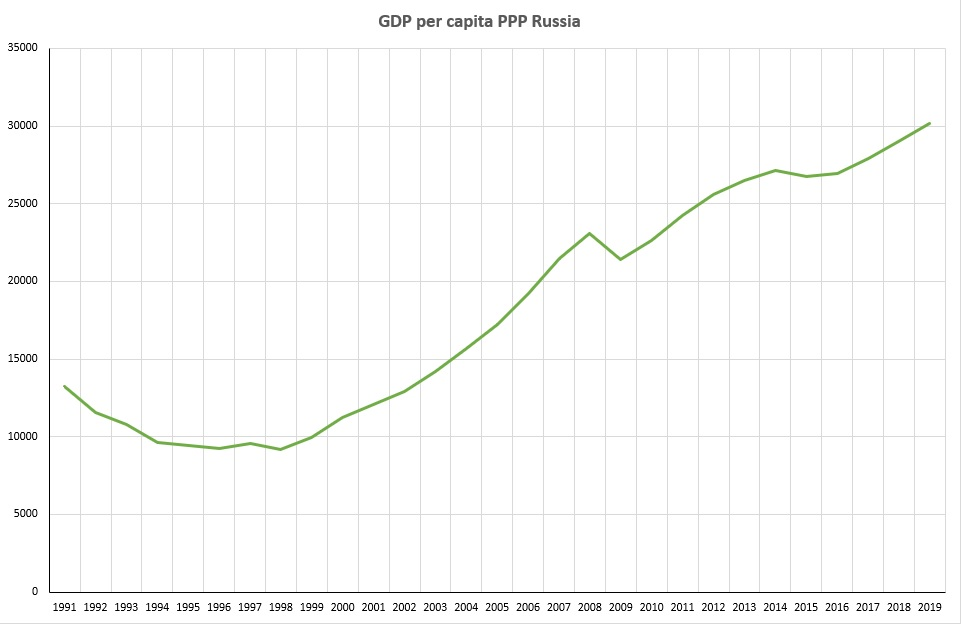
Динамика ВВП России после 1991 года

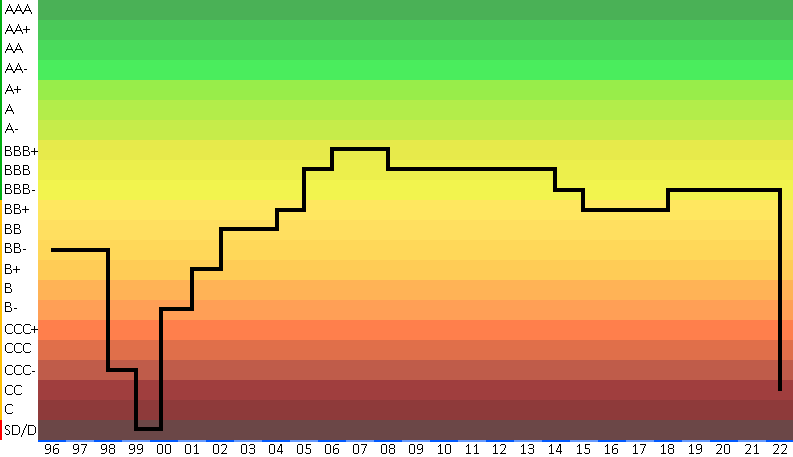
Изменения долгосрочного кредитного рейтинга РФ c 1996 года (Standard & Poor’s)

### В президентствоБ. Н. Ельцина(до 31.12.1999)
Правительством Ельцина — Гайдара были проведены либерализация розничных цен, либерализация внешней торговли, реорганизация налоговой системы и другие преобразования, радикально изменившие экономическую ситуацию в стране. Результат реформ знаменовал собой переход России к рыночной экономике. Российская модель рыночной экономики вызвала неоднозначные оценки в среде российских и зарубежных исследователей, в том числе нобелевских лауреатов по экономике. 1 января 1992 года было отменено государственное регулирование цен, объявлена свобода торговли. Период «дикого» капитализма и первоначального накопления капитала, связанный с отказом от централизованной плановой экономики и катастрофической девальвацией социальных обязательств государства, — характеризовался ликвидацией дефицита потребительских товаров, но вместе с тем взрывным ростом цен, гиперинфляция (в 1992 году — 2200 %), обесцениванием сбережений населения, массовым обнищанием, резким ростом преступности, бартеризацией и криминализацией экономики, массовой безработицей, невыплатами зарплат, радикальным увеличением социального неравенства, достигшим уровня 1905 года: 10 % самых богатых владели 50 % всех активов страны; кризисом социальной сферы. Экономические реформы 1990-х годов также привели к резкому спаду экономики страны: выпуск промышленной продукции сократился на 60 %, а в лёгкой и пищевой промышленности производство упало на 70 %, составив 30 % от дореформенного уровня.
В первой половине 1990-х годов большое количество предприятий было приватизировано путём ваучерной приватизации, а также через залоговые аукционы.
Многие цели и методы экономической политики властей, проводившейся в 1990-е годы, формировались исходя из указаний международных финансовых организаций, в первую очередь МВФ.
Методы экономической политики, применявшиеся в 1995—1998 годах, напоминали «дурную бесконечность»: вновь и вновь повторялись похожие по смыслу меры, несмотря на то, что они каждый раз давали отрицательные результаты. Ставка постоянно делалась на крайне ограниченный набор денежно-кредитных и бюджетно-налоговых мер..
- Абсолютный приоритет мер по противодействию инфляции над мерами по стимулированию капиталообразующих инвестиций и производства.[61]
- Применение завышенного курса российского рубля в качестве меры по сдерживанию инфляционных ожиданий.[61]
- Сохранение больших ставок налогов с целью сокращения дефицита госбюджета.[61]
- Финансирование дефицита госбюджета за счёт продажи на рынке долговых обязательств государства (ГКО, ОФЗ и других).[61] Причём объём их размещения постоянно увеличивался (со 160 млрд рублей в 1995 году до 502 млрд рублей в 1997 году), а нужный объём спроса на них поддерживался большими ставками процентов и значительным привлечением спекулятивных финансовых ресурсов из-за границы.[61] Ориентация на иностранный капитал потребовала ликвидации многих ограничений на вывоз капитала за границу.[61]
- Абсолютный приоритет идеологических и бюджетно-налоговых мотивов при проведении приватизации над мотивом поиска эффективных собственников.[61]

Эти меры не оправдали даже небольшой доли тех ожиданий, которые на них возлагались. В условиях всеобщего недоверия и неопределённости чисто монетарные антиинфляционные меры были неэффективными. Хотя темпы инфляции уменьшились, это не привело к возникновению рыночных импульсов, которые обеспечили бы активизацию процессов модернизации экономики и рост капиталовложений. Участники экономических процессов по-прежнему не считали финансовую ситуацию в стране стабильной, полагали уровень рисков чрезмерно большим и воздерживались от значительных инвестиций в основной капитал. Причём государство, применяя сомнительные меры противодействия инфляции и превратившись в крупнейшего нарушителя финансовых обязательств, внесло очень значительный вклад в поддержку большого уровня недоверия в экономике. Кроме того, экономическая политика властей, применявшаяся в те годы, не смогла эффективно противодействовать той составляющей инфляции, которая возникала вследствие воздействия всплесков цен на мировом рынке, структурных и технологических перекосов в экономике и т. д. Вследствие этого, вложения в основной капитал в российской экономике продолжали снижаться опережающими темпами вплоть до 1999 года.
Другие аспекты экономической политики 1995—1998 годов также имели негативные последствия для динамики производства в стране. Чрезмерное уменьшение предложения денег приводило к росту неплатежей, бартера и взаимозачётов, что, в частности, приводило к сильному увеличению трансакционных издержек фирм. Завышенный обменный курс российского рубля значительно снижал ценовую конкурентоспособность российских производителей. Слишком большая налоговая нагрузка приводила к росту либо долговой нагрузки у законопослушных фирм, либо неформальной антиналоговой активности у нелояльных фирм. Финансирование бюджетного дефицита за счёт заимствований на финансовых рынках также имело ряд негативных последствий для экономики. Во-первых, высокая прибыльность операций с государственными ценными бумагами оттягивала финансовые ресурсы из реального сектора экономики в финансовый сектор. Во-вторых, ориентация расходов госбюджета на рефинансирование государственных ценных бумаг значительно суживала возможности государства по поддержанию социальной сферы и экономики страны. В-третьих, резкий рост государственного долга приводил к значительному увеличению рисков, связанных с колебаниями курсов ценных бумаг и курса российского рубля. В-четвёртых, либерализация международных операций с валютой ослабляла защиту экономики страны от внешнего давления на российский рубль и от утечки капиталов.
Следствием проводившейся в 1995—1998 годах экономической политики стали: экономический спад, значительный отток капитала из страны, нехватка денег в реальном секторе и в социальной сфере, усилившийся оппортунизм со стороны фирм, значительное ослабление связей между неблагополучными и благополучными секторами экономики, усиление структурных и технологических диспропорций в экономике, низкий уровень жизни населения и т. п.
К августу 1998 года власти утратили ресурсы для финансирования краткосрочного госдолга и удержания курса рубля. 17 августа 1998 года был объявлен дефолт по внутренним обязательствам (ГКО, ОФЗ) и фактически объявлено об отказе поддерживать курс рубля. Это означало крах макроэкономической политики, проводившейся с 1992 года. В результате финансового кризиса российская экономика получила тяжелейший удар, следствием чего стало резкое обесценивание рубля, спад производства, значительный рост инфляции, падение уровня жизни населения. Экономический спад был кратковременным и вскоре сменился масштабным экономическим ростом.
Значительную роль в переходе от спада к росту сыграли изменения в макроэкономической политике. К концу 1998 года многие фирмы в России были готовы к увеличению выпуска своей продукции, сдерживало их только отсутствие благоприятной макроэкономической обстановки в стране. И как только экономическая политика властей стала более адекватной и обеспечила фирмам необходимые условия для осуществления деятельности, в стране начался экономический рост. Новая макроэкономическая политика гораздо больше ориентировалась на реальные потребности экономики, а советы международных финансовых организаций перестали восприниматься российскими властями как догма, отношение к этим советам стало более взвешенным. По сути было принято решение об отказе от наиболее неадекватных мер, применявшихся в рамках предыдущей экономической политики. В первую очередь изменения коснулись финансовой и антиинфляционной политики.
Во-первых, возобновление экономического роста было признано более важным приоритетом, чем сдерживание инфляции.
Во-вторых, было признано неэффективным использование завышенного курса рубля как средства сдерживания инфляции. После августа 1998 года формирование курса российского рубля фактически стало рыночным. Хотя переход к рыночному курсообразованию привёл к краткосрочному всплеску цен (в первую очередь, из-за резкого повышения импортных цен), другие его последствия были для экономики благотворными. В частности, снижение курса рубля значительно уменьшило издержки российских предприятий, измеренные в долларах, вследствие чего значительно выросла конкурентоспособность продукции российских фирм. Кроме того, рыночное формирование курса рубля облегчило возможность накопления валютных резервов, а это привело к повышению устойчивости финансовой системы страны.
В-третьих, денежно-кредитное регулирование стало более гибким. Хотя политика ограничения предложения денег с целью сдерживания инфляции сохранилась, были предприняты меры по ликвидации задержек по пенсиям, пособиям и зарплатам. Так, если в III квартале 1998 года долги по зарплатам бюджетникам составляли 20,9 млрд рублей, то к началу 2000 года они уменьшились до 7,1 млрд рублей. Помимо этого, государство практически полностью отказалось от имевшей место до этого практики неисполнения своих финансовых обязательств перед подрядчиками по госзаказам и перед бюджетными организациями, что позволило повысить доверие к экономической политике государства и нормализовать ситуацию с финансами в бюджетной сфере.
В-четвёртых, было принято решение об отказе от восстановления рынка финансовых гособязательств, поскольку было признано, что покрытие дефицита бюджета за счёт масштабных займов создаёт значительные риски экономической стабильности, не обеспечивая при этом достаточного эффекта сдерживания инфляции. Кроме того, фактическая ликвидация рынка ГКО-ОФЗ снизила прибыльность
вложений в ценные бумаги и тем самым повысила привлекательность вложений в товарные активы, вследствие чего значительная часть освободившихся финансов была направлена в реальный сектор экономики, что стало одним из факторов возобновления роста производства.
В-пятых, в конце 1998 года и в 1999 году власти успешно применили регулирование цен естественных монополистов (железнодорожного транспорта, электроэнергетики, газовой промышленности) как экономический рычаг, в результате чего до начала 2000 года темп роста цен на продукцию естественных монополий был примерно в 1,7 раза ниже среднего темпа роста цен в экономике. Вследствие этой меры удалось замедлить темпы инфляции и придать дополнительный импульс производственному росту в экономике, потому что в тот период у многих российских фирм удельные затраты на транспорт и энергию фактически снизились.

### После отставки Б. Н. Ельцина (с 31.12.1999)

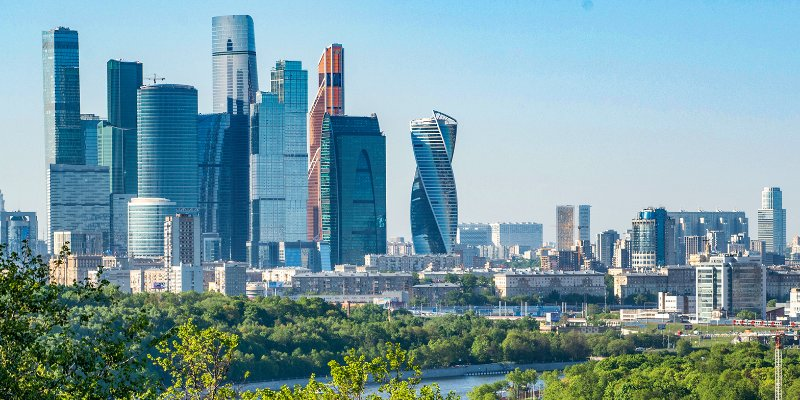
Крупнейший деловой центр России «Москва-Сити»

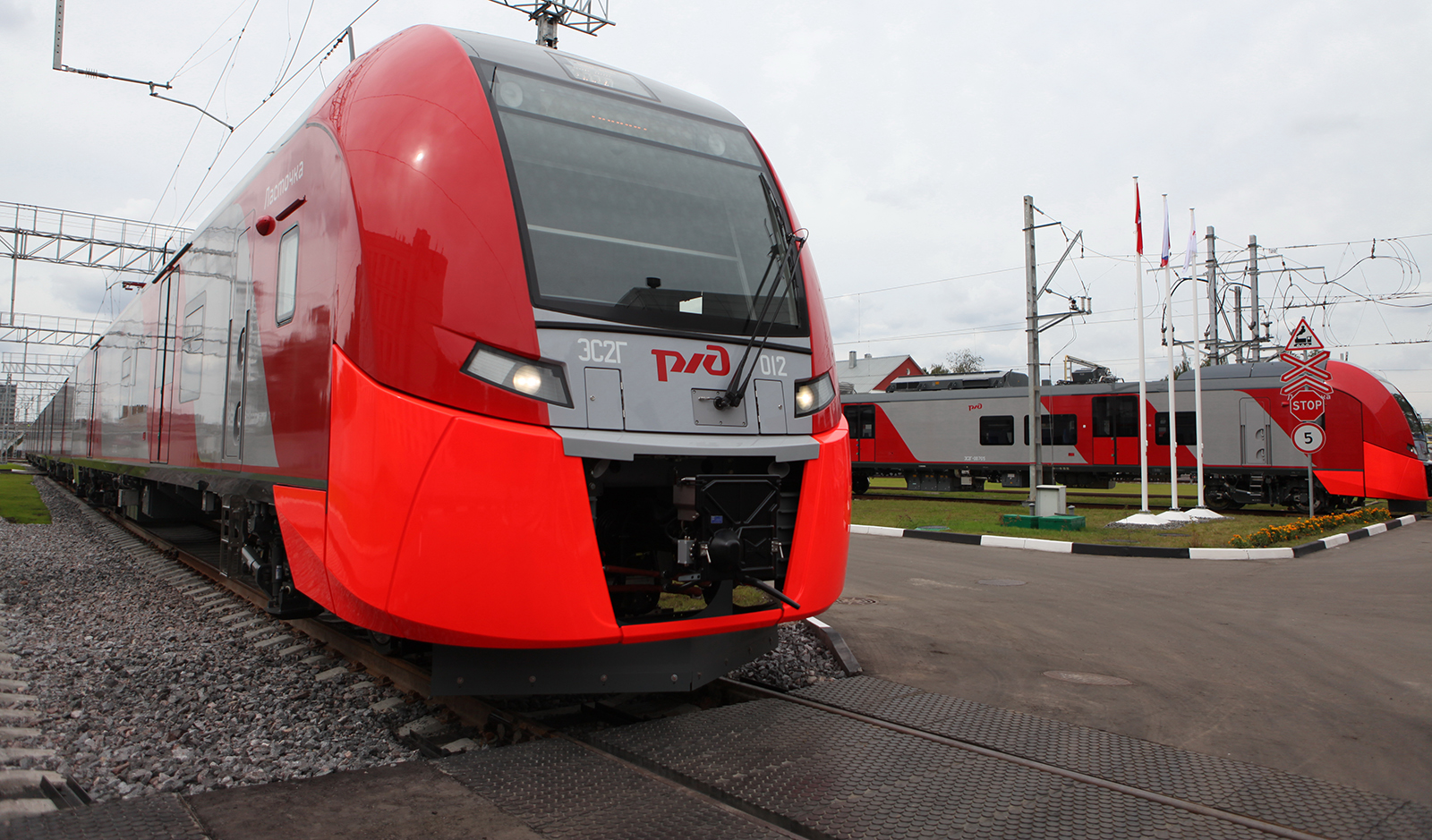
Электропоезд «Ласточка»

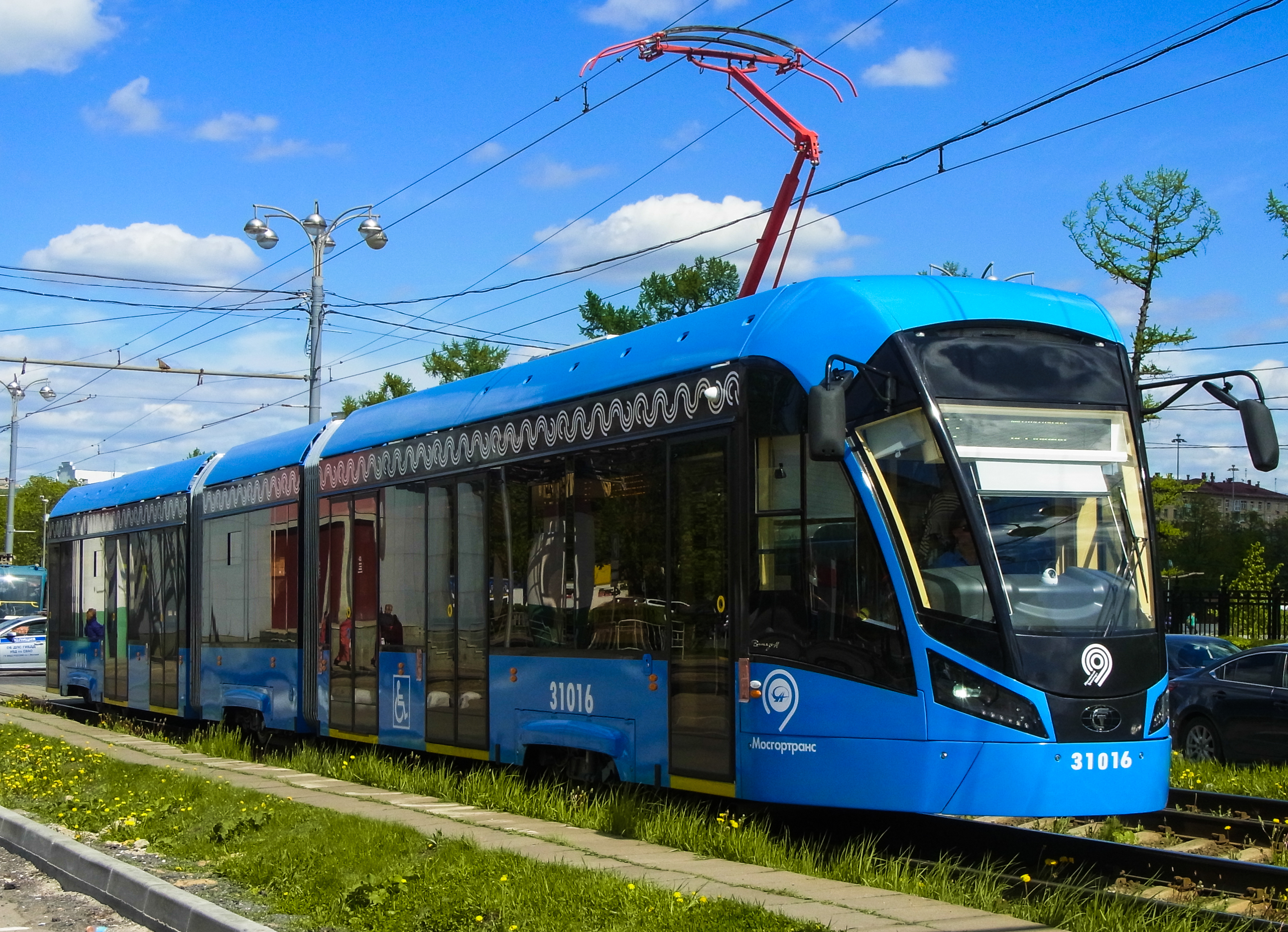
Трамвай «Витязь-М» в Москве

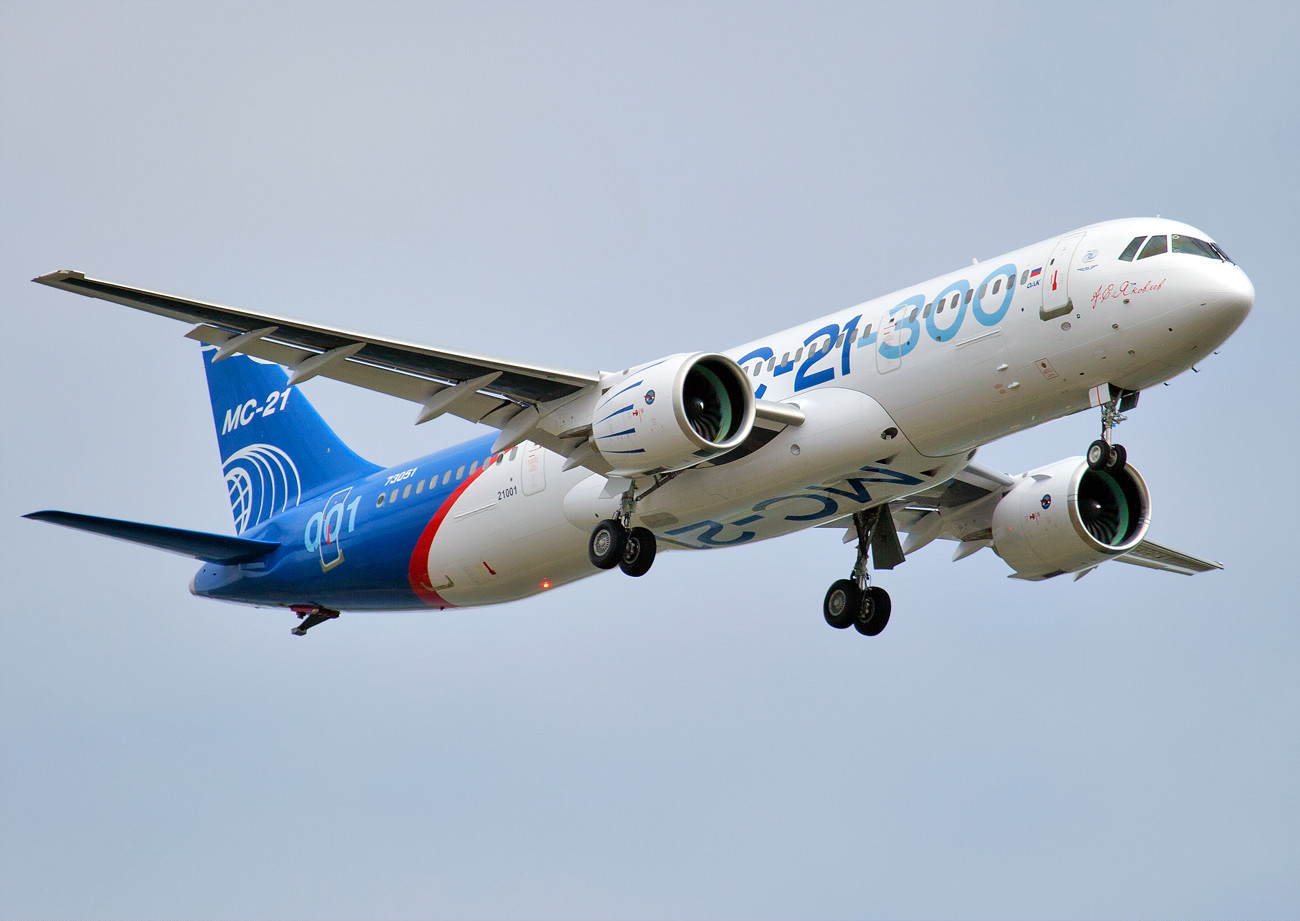
Пассажирский самолёт МС-21

В 1990-е годы уровень налогообложения в России был завышенным и неприемлемым для фирм и, несмотря на постоянное ужесточение налогового законодательства в те годы, предприятия продолжали массово и успешно уклоняться от налогов. В 2000-е годы президентом России В. В. Путиным были подписаны ряд законов, которыми были внесены поправки в налоговое законодательство: была установлена плоская шкала подоходного налога с физических лиц в 13 %, снижена ставка налога на прибыль до 24 %, введена регрессивная шкала единого социального налога, отменены оборотные налоги и налог с продаж, общее количество налогов было сокращено в 3 раза (с 54 до 15). В 2006 году замминистра финансов РФ Сергей Шаталов заявил, что за период налоговой реформы налоговая нагрузка снизилась с 34-35 % до 27,5 %, а также произошло перераспределение налоговой нагрузки в нефтяной сектор. Налоговая реформа также способствовала увеличению собираемости налогов и стимулировала экономический рост.
В октябре 2001 года В. В. Путин подписал новый Земельный кодекс РФ, который закрепил право собственности на землю (кроме земель сельхозназначения) и определил механизм её купли-продажи. В июле 2002 В. В. Путиным был подписан федеральный закон «Об обороте земель сельскохозяйственного назначения», который санкционировал куплю-продажу и земель сельскохозяйственного назначения.
Был проведён ряд других социально-экономических реформ: пенсионная (2002), банковская (2001—2004), монетизация льгот (2005), реформы трудовых отношений, электроэнергетики и железнодорожного транспорта.
К 1 июля 2006 года российский рубль стал конвертируемым по текущим и капитальным операциям.
В экономике России отмечался рост ВВП (в 2000 — 10 %, в 2001 — 5,7 %, в 2002 — 4,9 %, в 2003 — 7,3 %, в 2004 — 7,2 %, в 2005 — 6,4 %, в 2006 — 7,7 %, в 2007 — 8,1 %, в 2008 — 5,6 %), промышленного и сельскохозяйственного производства, строительства, реальных доходов населения. Происходило снижение численности населения, живущего ниже уровня бедности (с 29 % в 2000 году до 13 % в 2007). С 1999 по 2007 годы индекс производства обрабатывающих отраслей промышленности вырос на 77 %, в том числе производства машин и оборудования — на 91 %, текстильного и швейного производства — на 46 %, производства пищевых продуктов — на 64 %.
Объём ВВП в 2005 году составил 21 665,0 млрд руб. и увеличился на 6,4 % по сравнению с предыдущим годом. Прирост промышленного производства в 2005 году составил 4,0 %, оборот розничной торговли — 12,0 %, инвестиций в основной капитал — 10,5 %, грузооборота транспорта — 2,6 %. Индекс потрбительских цен составил 10,9 %, дефлятор ВВП — 18,8 %. Внешнеторговый оборот в 2005 году составил $370,4 млрд. Сальдо торгового баланса — $120,1 млрд.
Объём российского ВВП в 2006 году составил, по предварительным данным, 26 621 млрд рублей, или $979,1 млрд по средневзвешенному курсу за год (год назад — $763,2 млрд), что в реальном выражении на 6,7 % больше. Налоговые поступления, перечисленные Федеральной налоговой службой в федеральный бюджет в 2006, составили 3000,7 млрд руб. (рост на 19,7 % по сравнению с 2005). Российский золотовалютный резерв установил очередной рекорд — по состоянию на 5 января 2007 года золотовалютные резервы центрального банка составляли $303,9 млрд. Это обеспечило России третье место по этому показателю в мире после Китая и Японии. Согласно федеральному закону от 01.12.2006 № 197-ФЗ, параметры федерального бюджета на 2006 были окончательно утверждены в следующем размере: расходы в сумме 4 431 076 807,1 тыс. рублей, доходы в сумме 6 170 484 600,0 тыс. рублей. Таким образом, профицит федерального бюджета на 2006 составляет 1 739 407 792,9 тыс. рублей. Официальная инфляция составила 9 %.
В 2007 году Россия вошла в группу стран с высоким уровнем человеческого развития.
Оценки российскими и западными исследователями периода 2000-х годов в значительной степени полярны, но многие из них утверждают, что экономика России стала гораздо более мощной по сравнению с ельцинским периодом, снизился уровень бедности среди населения, на смену экономическому распаду пришло развитие экономики, власть сумела вернуть контроль над большей частью нефтяных и газовых компаний.
Разразившийся мировой экономический кризис не обошёл стороной и Россию. По оценке Всемирного банка, российский кризис 2008 года «начался как кризис частного сектора, спровоцированный чрезмерными заимствованиями частного сектора в условиях глубокого тройного шока: со стороны условий внешней торговли, оттока капитала и ужесточения условий внешних заимствований». Произошёл обвал на фондовом рынке России, девальвация рубля, снижение промышленного производства, ВВП, доходов населения, а также рост безработицы. Антикризисные меры правительства потребовали значительных трат. По состоянию на 1 июля 2009 года международные резервы Центрального банка составляли $412,6 млрд. По сравнению с 1 июля 2008 года, когда объём международных резервов России составлял $569 млрд, этот показатель снизился на 27,5 %. В мае 2009 года ВВП России снизился на 11 % по отношению к аналогичному месяцу прошлого года. Экспорт за этот месяц упал по сравнению с маем 2008 на 45 %, составив $23,4 млрд; импорт снизился на 44,6 % до $13,6 млрд. Сальдо торгового баланса уменьшилось в 1,8 раза. Во второй половине 2009 года экономический спад был преодолён, в III и IV кварталах этого года рост ВВП России с учётом сезонности составил 1,1 % и 1,9 % соответственно. По итогам 2009 года ВВП России упал на 7,9 %, что являлось одним из худших показателей динамики ВВП в мире, в то же время показав лучшую динамику, чем несколько стран бывшего СССР.. Данные показатели позволили России выйти на третье место по ВВП на душу населения среди стран бывшего СССР, обогнав по этому показателю Латвию и уступив только Эстонии и Литве.
В марте 2010 года в докладе Всемирного банка отмечалось, что потери экономики России оказались меньше, чем это ожидалось в начале кризиса. По мнению Всемирного банка, отчасти это произошло благодаря масштабным антикризисным мерам, которые предприняло правительство.
По итогам первого квартала 2010 года, по темпам роста ВВП (2,9 %) и роста промышленного производства (5,8 %) Россия вышла на 2-е место среди стран «Большой восьмёрки», уступив только Японии.
С 1 января 2012 года начало работу Единое экономическое пространство России, Белоруссии и Казахстана. 22 августа того же года Россия вступила во Всемирную торговую организацию. 
 29 мая 2014 года Россия, Белоруссия и Казахстан подписали договор о создании Евразийского экономического союза (ЕАЭС) — международного интеграционного экономического объединения (союза), созданного на базе Таможенного союза ЕврАзЭС. ЕАЭС начал функционировать 1 января 2015 года.
С ноября 2014 года Центральный банк России перешёл к политике плавающего валютного курса, отменив регулярные валютные интервенции. С начала 2015 года Центральный банк России перешёл к режиму инфляционного таргетирования. Целью было обозначено снижение темпов инфляции до 4 % годовых к концу 2017 года. К 2018 году темпы инфляции снизились до 4 %.

## Дополнительное чтение
- Владимир Ковнир. История экономики России. — Litres, 2017. — 724 с. — ISBN 9785457145580.
- Елена Музыко. История экономики. — Litres, 2018. — 240 с. — ISBN 9785041122676.
- Ашмаров И. А. История экономики. — Directmedia, 2018. — 493 с. — ISBN 9785447527860.
- Данилов А.А. История России с древнейших времен до наших дней в вопросах и ответах. Учебное пособие. — "Издательство ""Проспект""", 2013-06-28. — 433 с. — ISBN 9785392030484.
- Татьяна Тимошина. Экономическая история России. — Litres, 2018. — 898 с. — ISBN 9785457718517.
- Орлов А.С, Георгиев В.А, Георгиева Н.Г, Сивохина Т.А. История России. Учебник. 4-е издание. — "Издательство ""Проспект""", 2013-06-28. — 661 с. — ISBN 9785392025015.
- Сафразьян А.Л. История России. Самое важное. — "Издательство ""Проспект""", 2014-04-21. — 32 с. — ISBN 9785392105694.
- Вернадский Г. В. Золотой век Киевской Руси. — М.: Алгоритм, 2012. — 400 с. — ISBN 978-5-699-55146-0.
- Петров И. В. Торговые правоотношения и формы расчётов Древней Руси (VIII—X вв.). — СПб.: НУ «Центр стратегических исследований», 2011.
- Петров И. В. Эволюция политических структур Южной Руси и расцвет Днепро-Деснинского денежного рынка (VIII−первая четверть IX вв.) // «Вестник Санкт-Петербургского университета МВД России». — 2005. — № 4 (28). — С. 45−51.
- Петров И. В. Финансы Древней Руси (VIII−IX вв.) // Экономико-правовые проблемы предпринимательской деятельности в России: история, современность, перспективы: материалы межвузовской научно-практической конференции. — СПб.: Институт правоведения и предпринимательства, 2004. — С. 199−204.
- Полное собрание законов Российской империи. Собрание Первое. 1649—1825 гг. / Под ред. М. М. Сперанского. (в 45 томах) — СПб.: Тип. II Отделения Собственной Его Императорского Величества Канцелярии, 1830.
- Рыбаков Б. А. Ремесло Древней Руси. — Изд-во АН СССР, 1948.